# Valeriu Mladin
Valeriu Mladin (n.  12 mai 1958, Lipova, județul Arad)  artist vizual român, Lector universitar la catedra de Foto-Video și Procesare Computerizată a Imaginii din cadrul Universității Naționale de Arte București.

## Date biografice
Artistul și profesorul universitar Valeriu Mladin s-a născut pe 12 mai 1958 în Lipova, județul Arad. S-a format în mediul artistic al Timișoarei anilor 1980 (mediu fertil tuturor fomelor de artă, de la clasică la cea experimentală) studiind între 1974–1978 la „Liceul de Arte Plastice”, unde i-a avut ca profesori, printre alții, pe co-fondatorii Grupului Sigma, Constantin Flondor și Doru Tulcan. Între 1978–1982 studiază la Institutul de Arte Plastice „Ion Andreescu”, Cluj-Napoca, la clasa Virgil Salvanu. În 1997 este prezent la Bienala de la Veneția, din partea României .
Fire comunicativă, deschisă atât față de oameni cât și față de artă în ce privește noile forme de manifestare artistică, Valeriu Mladin a experimentat și expus de-a lungul timpului de la pictură în ulei la perfornce și de la Design la foto-video sau instalație, remarcabile fiind lucrările: „Baia”, ulei pe pânză, dimensiuni 300x170 cm, Galeria „Helios”, Timișoara (pictură, 1991), „Poliția E cu Noi” – 45 minute, Galeria „Helios”, Timișoara și Cine A Tras în Noi ?” – 15 minute, Muzeul de Artă din Timișoara (performance-uri, 1992); „Este prea mult”, Muzeul de Artă Timișoara (Instalație 1991) și „Fast Food”, București (video-instalație, 1995).
De asemenea Valeriu Mladin, pe lângă activitatea sa artistică are și una universitară ce a început în 1994 când a fost numit lector la Universitatea Națională de Arte București. În prezent este lector universitar la Catedra de Foto-Video și Procesare Computerizată a Imaginii din cadrul Universității Naționale de Arte București și doctor în arte vizuale al aceleiași instituții de învățământ.

## Expoziții personale[2]
- 1989 Galeria „Pro Arte”, Lugoj,
- 1990 Galeria „Im Flur”, Hoechst – Frankfurt, Germania
- 1993 „134 Gallery”, Ceski Krumlov, Cehia
- 1994 „134 Gallery”, Ceski Krumlov, Cehia
- 1996 „Blue Galerie”, Centrul Cultural Francez, București
- 1999 „Zece Ani După”, Muzeul Național de Artă al României, București
- 2000 „Ispita”, Galeria „Gold” Sala „Regina Maria”, București
- 2002 „mladinvocale 1”, Galeria „Simeza”, București[3],
- 2002 „Cuib”, Galeria „S. P. A. C. E. ” , Centrul Internațional pentru Artă Contemporană, București,
- 2006 „Pas de Deux”, Galeria „Alianz – Țiriac”, București,
- 2010 „44”, Galeria  Cărturești, București[4],
- 2013 „Political Bestiary”, Centrul Cultural Palatele Brâncovenești Mogoșoaia, Galeria Casa Artelor  [5]

## Expoziții de grup- selecție[6]
- 1984 „Treapta Zero”, și Autoportret”, Galeria „Pro Arte”, Lugoj,
- 1990 „Expoziția Tinerilor Artiști Români”, „Szombathely” Gallerie
- 1991 „Sexul lui Mozart”, Galeria „Art – Expo”, București ,
- 1991 „Stare fără Titlu”, Muzeul de Artă din Timișoara ,
- 1992 „Lumină, Apă, Culoare”, Muzeul de Artă din Oradea și Muzeul Colecțiilor de Artă din București,
- 1991/1993 „Mini Print Internacional de Cadaques”, Cadaques, Spania,
- 1992 „Pământul” , Muzeul de Artă din Timișoara,
- 1994 Arta Românească Contemporană, Muzeul Național de Artă, Art Expo, București,
- 1994 A IV-a Trienală Internațională de Artă – Majdanek, Majdanek, Polonia ,
- 1996„La Filature Mulhouse”, Mulhouse, Franța, „Memoria Cruzimii”, Galeria „Apollo”, București,
- 1996 „Experiment” – Galeria „3 / 4”, Teatrul Național, București,
- 1997 „Biennale di Venezia”, Venezia, Italia/ Bienala de la Veneția,
- 2000 „Un Grito y Una Oracion”, „Casa Rumâna”, Caracas, Venezuela,
- 2010 Bienale Internazionale di Pittura Scultura Oreficeria Ceramica Grottagle – convento di San Francesco di Paola -  Italia/ Bienala Internațională de Pictură Sculptură și Ceramică Grottaglie - Mănăstirea Sf. Francisc de Paola - Italia,
- 2011 „Celălalt corp” și „Corp supravegheat”, Victoria Art Center Gallery, București,
- 2011 „Funeraria”  Muzeul Național de Artă Contemporană, București,
- 2011“Trans-Realities- Corp- Art- Socetate”, Galeria Oudin Artă Contemporain, Paris,
- 2011 „Art Embodied” - artiști români din anii ’80 ”, Institutul Cultural Român , Londra,
- 2011 „Noul figurativ “, Victoria Art Center Gallery, București

## Performance
- 1992 — „Poliția E cu Noi” – 45 minute, Galeria „Helios”, Timișoara
- 1992 — „Cine A Tras în Noi ?” – 15 minute, Muzeul de Artă din Timișoara
- 2009 —  ,, Phantom expeiment „ - Experimente video realizate cu camera Phantom – Universitatea Nationala de Arte Bucuresti, sectia Foto-Video-Procesare-Computerizata a Imaginii.

## Premii[7]
- 2004 — Ordinul și Medalia „Meritul Cultural în grad de cavaler”, acordate de președintele României
- 1994 — Premiul Ministerului Culturii și Artei la a IV-a Trienală Internațională de Artă – Majdanek, Polonia
- 1994 — Bursa „Kultur – Kontakt” – Salzburg, Austria
- 1991 — Premiul Fundației Soros la expoziția „Stare fără Titlu” – Muzeul de Artă din Timișoara

## Lucrări în  muzee și colecții- selecție
- Muzeul Național de Artă Contemporană, București
- Muzeul de Arte Vizuale Galați
- Colecția de Artă a Parlamentului European, Bruxelles
- Colecția de Artă Luciano Benetton, Italia[8][9]

## Aprecieri
Criticul de artă Aurelia Mocanu remarcă „marile chipuri oprite dramatic printr-un instantaneu al miracolului vocii”, prin care artistul face un „apel la comunicare”. Ea le denumește „onomatopee vizuale ale interpelării”, care execută un „oratoriu în gros-plan portretistic” și consideră cromatica lui Mladin „un substitut de pneuma pe un eșafodaj energic al desenului scormonitor de fiziognomic”, iar tușele acestuia ca fiind un mijloc de captare a „vuietul[ui] câte unui ciob de strigăt”.
Adrian Guță îl consideră pe Mladin „vital, tumultuos și așezat în același timp”, dezinvolt în utilizarea pârghiilor civilizației contemporane, ce stă de veghe, prin operă, întru apărarea umanității genuine și consideră că „una dintre ideile cu bătaie lungă din opera lui Mladin este libertatea de expresie, identitatea individuă”...

## Scrieri despre Valeriu Mladin
- Valeriu Mladin, Catalogul Expozitiei Colecției de Artă a Prlamentului European, p.31, Editat de Editura Parlamentului European, Bruxelles, 2011/European Parlament Art Collection Exhibition Catalog, 2011;
- Valeriu Mladin, Dicționarul de artă modernă și Contemporană, autor Constantin Prut, ediția imbunătățită, Editura Enciclopedică 2002;
- Valeriu Mladin, Texte despre generația 80 în artele vizuale, autor Adrian Guță, Editura Paralela 45, 2009;
- Valeriu Mladin,“LEXICON critic și documentar Pictori, Sculptori și Desenatori din România Secolele XV-XX”, Mircea Deac, Ed. Medro, 2007;
- Valeriu Mladin, Catalogul Expoziției de grup „Art Embodied- Romanian artist from the 80 s”, p. 36-39, Editura UNARTE, 2011
- Valeriu Mladin, Catalogul Expoziției 44, Galeria Sub_Cărturești, București, 2010, text de Anca Ioniță
- Valeriu Mladin, Catalogul Expoziției de grup “Corp Supravegheat”, Victoria Art Center Gallery,  Editura UNARTE, București, 2010
- Albumul “Ipostaze de atelier”, Valeriu Mladin, p.191-193, Editura UNARTE, 2010
- Valeriu Mladin, Catalogul Expoziției de grup “Trans-Realities- Corp- Artă - Socetate”, Galeria Oudin Art Contemporain, Paris, Editura UNARTE, 2011
- Valeriu Mladin, Catalogul Expoziției de grup „Arte în București”, p.93, Editura UNARTE, 2010
- Ateliere de Artiști din București vol. III Valeriu Mladin, p.100-105– Editura NOI Media Print, 2009, coordonator Mihai Oroveanu;
- Valeriu Mladin, Catalogul Expoziției  de grup „Corp”, p.76-79, Editura UNARTE, 2009
- Aurelia Mocanu, Mladieri in fortissimo, Ziarul Financiar, rubrica  „Artele Vizuale după  90”, 13  aprilie, 2007
- Valeriu Mladin, Catalogul Expoziției personale „Pas de  Deux”, Galeria Allianz – Tiriac, București, 2006, text de Constantin Hostiuc
- Maria Magdalena Crișan, Valeriu Mladin - Pas de  Deux, “Observatorul Cultural”, nr.325, iunie 2006;
- Constantin Hostiuc, Valeriu Mladin - Evadare din cotidian  Romania Libera - 29 mai 2006
- George Radu Bogdan, Valeriu Mladin (I) „Observatorul Cultural”, nr. 228, iulie 2004;
- George Radu Bogdan, Valeriu Mladin (II) „Observatorul Cultural”, nr. 229, iulie 2004
- Valeriu Mladin, Catalogul Expoziției personale  MladinVocale1, Galeria Simeza, București 2002, text de Aurelia Mocanu
- Catalogul Retrospectiv Valeriu Mladin, Editat de Centrul Educational Soros, text de Adrian Guță
- Valeriu Mladin, Alexandra Titu, Experimentul în arta românească după 1960, Editura Meridiane, București, 2003.
- La Biennale di Venezia: XLVII Espozitione Internazionale d'Arte: Romania: Carta del navegar nella memoria/ Commissario: Dan Haulica; Commissari aggiunti: Coriolan Babeti, Adrian Guta, -Padiglione rumeno ; Bitzan, Ion - Grigorescu, Ion - Graur, Teodor - Kiraly, Iosif - Mladin, Valeriu - Rasovsky, Gheorghe - Vreme, Sorin - Editore TipoAktis, 1997;
- Valeriu Mladin,  Alexandra Titu, “Experiment în arta românească după 1960”, catalogul expoziției organizate la Artexpo. Centrul Soros pentru Arta Contemporană, 1997;